# Хобох
Хобох — село в Тляратинском районе Дагестана. Входит в состав сельского поселения сельсовет Мазадинский.

## География
Расположено в 11 км к северо-востоку от районного центра — села Тлярата, на правом берегу реки Мазадинка.

## Население
| 1869 | 1888 | 1895 | 1926 | 1939 | 1970 | 1989 |
| ---- | ---- | ---- | ---- | ---- | ---- | ---- |
| 21   | ↗44  | ↗48  | ↗52  | ↘42  | ↗45  | ↗62  |
| 2002 | 2010 | 2021 |      |      |      |      |
| ↗96  | ↗108 | ↘96  |      |      |      |      |